# Henry Wynkoop

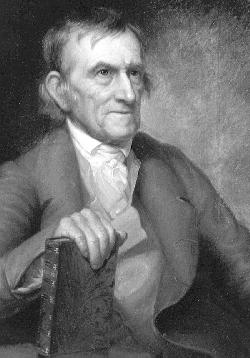
Henry Wynkoop

Henry Wynkoop (* 2. März 1737 in Northampton, Province of Pennsylvania; † 25. März 1816 ebenda) war ein US-amerikanischer Politiker. Zwischen 1789 und 1791 vertrat er den Bundesstaat Pennsylvania im US-Repräsentantenhaus.

## Werdegang
Henry Wynkoop wuchs während der britischen Kolonialzeit auf. Er erhielt eine gute Schulausbildung und schlug noch vor der amerikanischen Revolution eine politische Laufbahn ein. In den Jahren 1760 und 1761 war er Abgeordneter im kolonialen Repräsentantenhaus von Pennsylvania. Von 1764 bis 1789 fungierte er als Richter im Bucks County. In den 1770er Jahren schloss sich Wynkoop der Unabhängigkeitsbewegung an. 1774 und 1775 war er Mitglied zweier Provinzialkonferenzen. Er wurde Major der Miliz im Bucks County. Danach saß er 1776 und 1777 im allgemeinen Sicherheitsausschuss. Von 1779 bis 1782 nahm er als Delegierter am Kontinentalkongress teil; danach war er zwischen 1783 und 1789 als Berufungsrichter tätig.
Bei den in Pennsylvania staatsweit ausgetragenen Kongresswahlen des Jahres 1789 wurde Wynkoop für den achten Sitz seines Staates in das damals noch in New York City tagende US-Repräsentantenhaus gewählt, wo er am 4. März 1789 sein neues Mandat antrat. Bis zum 3. März 1791 konnte er eine Legislaturperiode im Kongress absolvieren. Nach seiner Zeit im US-Repräsentantenhaus amtierte Henry Wynkoop bis zu seinem Tod am 25. März 1816 wieder als Richter im Bucks County.